# Olin Wilson
Pour les articles homonymes, voir Chaddock et Wilson.
Olin Chaddock Wilson (13 janvier 1909 à San Francisco – 13 juillet 1994 à West Lafayette) était un astronome américain surtout connu pour son travail comme spectroscopiste stellaire.

## Biographie
Né à San Francisco et fils d'un avocat, Wilson montra très jeune un intérêt pour la physique. Il étudia l'astronomie et la physique à l'université de Californie à Berkeley et écrivit son premier article scientifique en 1932 sur le sujet de la vitesse de la lumière. Il obtint son PhD au Caltech en 1934.
Wilson travailla à l'observatoire du Mont Wilson pendant la plus grande partie de sa carrière scientifique, où il étudia les chromosphères stellaires. Il fut le premier chercheur à découvrir des cycles d'activité dans d'autres étoiles, semblable au cycle de 11 ans des taches solaires. En collaboration avec Vainu Bappu, il montra également qu'il y avait une corrélation entre la largeur des raies Ca II des spectres stellaires et la luminosité des étoiles, l'effet Wilson-Bappu.

## Distinctions et récompenses
- Henry Norris Russell Lectureship en 1977
- médaille Bruce en 1984